# Pavare trihexagonală romboidală
În geometrie pavarea trihexagonală romboidală este o duală a pavărilor semiregulate cunoscute sub numele de pavări rombitrihexagonale. Laturile pavări pot fi formate prin suprapunerea intersecțiilor pavării triunghiulare și ale celei  hexagonale regulate. Fiecare față romboidală a acestei pavări are unghiurile de 120°, 90°, 60° și 90°. Este una dintre cele opt pavări ale planului în care fiecare latură se află pe o dreaptă de simetrie a pavărilor.

## Poliedre și pavări înrudite

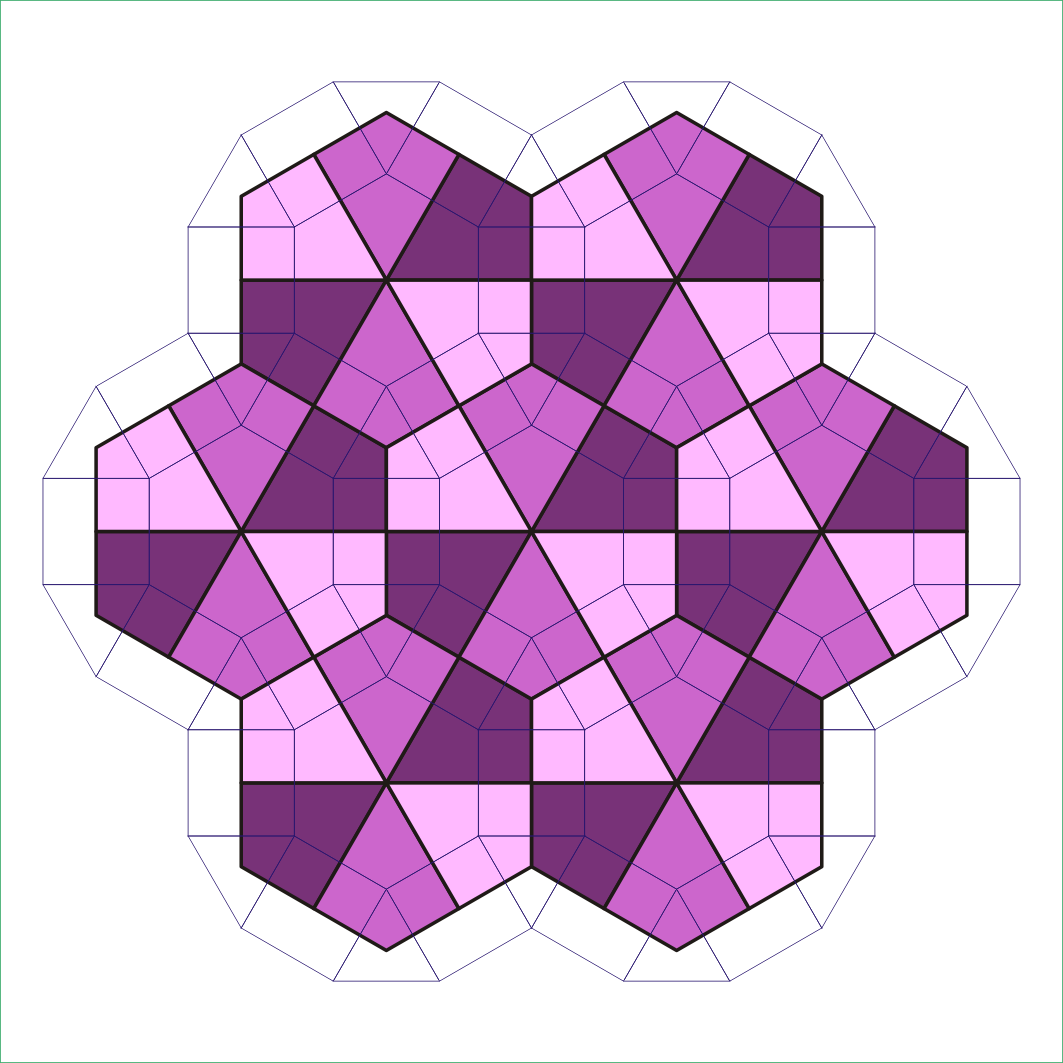
Duala: pavare rombitrihexagonală

Este una dintre cele 7 pavări uniforme duale în simetrie hexagonală, inclusiv dualele regulate.
| Simetrie: [6,3], (*632) | Simetrie: [6,3], (*632) | Simetrie: [6,3], (*632) | Simetrie: [6,3], (*632) | Simetrie: [6,3], (*632) | Simetrie: [6,3], (*632) | [6,3]+, (632) |
| ----------------------- | ----------------------- | ----------------------- | ----------------------- | ----------------------- | ----------------------- | ------------- |
|                         |                         |                         |                         |                         |                         |               |
| V63                     | V3.122                  | V(3.6)2                 | V36                     | V3.4.6.4                | V.4.6.12                | V34.6         |

Această pavare are variante tranzitive pe fețe, care pot deforma romboizii în trapeze sau patrulatere mai generale. Ignorând culorile feței de mai jos, simetria completă este p6m, iar simetria inferioară este p31m, cu 3 plane de oglindire care se întâlnesc într-un punct, și puncte de rotație cu trei poziții.
| Simetrie | p6m, [6,3], (*632) | p31m, [6,3+], (3*3)         | p31m, [6,3+], (3*3) |
| -------- | ------------------ | --------------------------- | ------------------- |
| Formă    |                    |                             |                     |
| Fețe     | Romboizi           | Jumătăți de hexagon regulat | Patrulatere         |

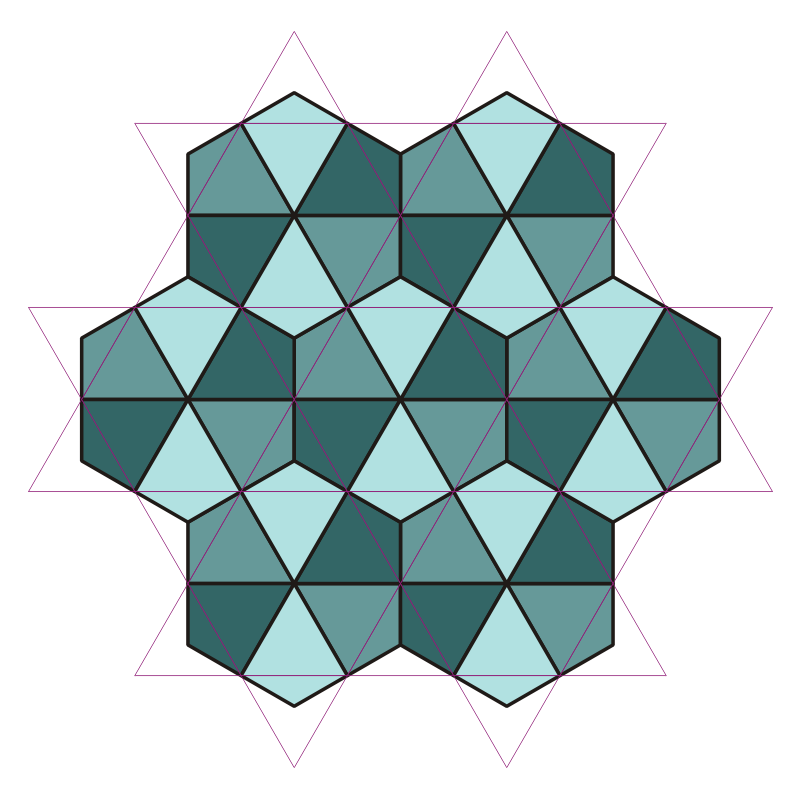
Pavarea trihexagonală romboidală suprapusă peste pavarea trihexagonală

Această pavare este legată de pavarea trihexagonală prin divizarea triunghiurilor și hexagoanelor în triunghiuri și asamblarea triunghiurilor învecinate în romboedre.
Pavarea trihexagonală romboidală face parte dintr-un set de pavări duale uniforme, corespunzătoare dualelor pavărior rombitrihexagonale.

## Variante de simetrie
Această pavare este legată topologic de secvența de pavări cu configurațiile fețelor V3.4.n.4 și continuă cu pavările planului hiperbolic. Aceste figuri tranzitive pe fețe au simetria în notația orbifold (*n32).
| Simetrie *n32 [n,3] | Sferice    | Sferice    | Sferice    | Sferice    | Euclid.    | Hiperb. compacte | Hiperb. compacte | Paracomp.  |
| Simetrie *n32 [n,3] | *232 [2,3] | *332 [3,3] | *432 [4,3] | *532 [5,3] | *632 [6,3] | *732 [7,3]       | *832 [8,3]...    | *∞32 [∞,3] |
| ------------------- | ---------- | ---------- | ---------- | ---------- | ---------- | ---------------- | ---------------- | ---------- |
| Config. feței       | V3.4.2.4   | V3.4.3.4   | V3.4.4.4   | V3.4.5.4   | V3.4.6.4   | V3.4.7.4         | V3.4.8.4         | V3.4.∞.4   |

## Alte pavări romboidale
Sunt posibile și alte pavări romboidale.
Simetria față de centru permite ca planul să fie umplut de romboizi cu dimensiuni crescătoare, sau cu o topologie ca a pavării pătrate, V4.4.4.4. Mai jos este un exemplu cu simetrie hexagonală diedrică.
| Simetrie     | D6, [6], (*66) | pmg, [∞,(2,∞)+], (22*) | p6m, [6,3], (*632) |
| ------------ | -------------- | ---------------------- | ------------------ |
| Pavare       |                |                        |                    |
| Configurație | V4.4.4.4       | V4.4.4.4               | V6.4.3.4           |